# Claraval
Claraval là một đô thị thuộc bang Minas Gerais, Brasil. Đô thị này có diện tích 210,715 km², dân số năm 2007 là 4295 người, mật độ 23,1 người/km².